# 饭岛洋一
饭岛洋一（日语：／ Iijima Yoichi，1978年10月21日—），日本男子帆船运动员。他曾代表日本参加2006年亚洲运动会帆船比赛，获得一枚银牌。他也曾参加2008年夏季奥林匹克运动会。